# Detlef Macha
Detlef Macha (Greiz, Turíngia, 13 de desembre de 1958 - Coburg, 2 de setembre de 1994) va ser un ciclista amateur de l'Alemanya de l'Est que es dedicà al ciclisme en pista, especialment en la persecució. Del seu palmarès destaquen tres campionats en persecució individual, i un altre en persecució per equips.

## Palmarès
- 1976
  -  Campió del món júnior en Persecució per equips (amb Gerald Mortag, Jürgen Lippold i Olaf Hill)
- 1978
  -  Campió del món amateur en Persecució
- 1981
  -  Campió del món amateur en Persecució
  -  Campió del món en Persecució per equips (amb Volker Winkler, Axel Grosser i Bernd Dittert)
  - Campió de la RDA en Persecució
  - Campió de la RDA en Puntuació
- 1982
  -  Campió del món amateur en Persecució
  - Campió de la RDA en Puntuació